# 瑟索克街
瑟索克街（法语：Rue Sursock）是一条历史悠久的街道，位于黎巴嫩首都贝鲁特的阿什拉斐叶区（Achrafieh）。这条街得名于贝鲁特的豪门望族瑟索克家族，这里有许多美丽的历史豪宅，由贝鲁特的贵族家庭建于18世纪和19世纪，例如瑟索克家族和布斯特罗斯家族。过去曾经在晚上10点，关闭瑟索克街的街门。这一传统一直持续到1945年。
瑟索克街上曾经有30多座豪宅和别墅，但其中大多数已被现代公寓楼所取代。布斯特罗斯宫（Palais de Bustros）是这条街最大的宫殿之一，现设有外交和移民部。这条街也是瑟索克宫和瑟索克博物馆的所在地。瑟索克街是是黎巴嫩最昂贵的基督教住宅区，黎巴嫩最富有的基督徒居住于此。